# Michael Corleone
Michael Corleone is een fictieve misdadiger en maffiabaas uit Mario Puzo's boeken De Peetvader en De Siciliaan. In de verfilming van De Peetvader van regisseur Francis Ford Coppola wordt zijn rol vertolkt door Al Pacino.

## Jonge jaren
Michael werd geboren in 1920 als de jongste zoon van Vito Corleone (geboren als Vito Andolini) in New York. Hij studeerde rechten en nam dienst in het leger in 1941. Hij keerde als oorlogsheld terug en verklaarde meermaals niets met de zaken van zijn vader, een maffiabaas, te maken willen hebben.

## Michaels intrede in de familie
Wanneer een aanslag gepleegd wordt op Vito Corleone geraakt Michael door de omstandigheden meer en meer betrokken bij de familiezaak. Uiteindelijk is hij verantwoordelijk voor de moord op concurrent Virgil Sollozzo en de corrupte politie-inspecteur McClusky en moet hij vluchten naar Sicilië.
Daar verblijft hij een aantal jaar bij zakenpartners van zijn vader, onder de bescherming van Don Tomassino. Hier trouwt hij met de Siciliaanse Apollonia Vitelli. Zij komt later door een aanslag – die bedoeld was voor Michael – om het leven.
Het boek De Siciliaan speelt zich af gedurende de tijd dat Michael op Sicilië verblijft. In dit boek probeert hij tevergeefs Salvatore Guiliano (gebaseerd op Salvatore Giuliano) naar Amerika te laten vluchten.
Wanneer hij terugkeert en ontdekt dat zijn broer Santino vermoord is, neemt hij actief deel aan de familiezaak. Hij huwt met het Amerikaanse burgermeisje Kay Adams.

## Don Michael
Wanneer zijn vader sterft, neemt hij de zaak over. Hij rekent af met de hoofden van de vijf families die verantwoordelijk zijn voor de maffiaoorlog.
Zijn hele beleid is daarna gericht op de "propere" maffiabusiness, zoals het hotelwezen, de gokspelen en de prostitutie. Drugs zijn geen zaak van de Corleones. Hij verhuist hierdoor naar Nevada, waar hij het gokparadijs Las Vegas in zijn greep houdt.
Wanneer er een aanslag gepleegd wordt op hem, ontsnapt hij op het nippertje aan de dood. Hij gaat op zoek naar de daders en komt in de kringen terecht rond Hyman Roth en de corrupte zakenlieden die zaken doen op Cuba met het regime van Batista. Als enige van de kliek gelooft Michael niet in de investeringen in Cuba, en krijgt op 1 januari 1959 gelijk wanneer Fidel Castro de macht grijpt en Michael, net als de andere zakenlui, moet vluchten.
Michael wordt op de rooster gelegd in een onderzoekscommissie naar georganiseerde criminaliteit, maar uiteindelijk slaagt hij er in de hoofdgetuige Frank Pentangeli, een voormalig lid van zijn familie, het zwijgen op te leggen door psychologische druk. Michael gaat vrijuit en rekent af met Hyman Roth. Hij laat ook zijn broer Fredo vermoorden, die betrokken was in het complot.
Intussen scheidt Kay van hem.

## Latere leven
Michael slaagt erin zijn zaak in de legitieme wereld te krijgen. Als kers op de taart van zijn zakenimperium wil hij International Immobiliare overnemen, een vastgoedconsortium waar onder andere het Vaticaan aandeelhouder van is. Door intriges van corrupte zakenlui verloopt de verkoop niet van een leien dakje.
Michael krijgt hulp van zijn neef, Vincent Mancini (een buitenechtelijk kind van zijn broer Santino), die hem verschillende malen tegen een aanslag beschermt. Michael neemt Vincent onder zijn hoede en benoemt hem uiteindelijk tot zijn opvolger, nadat gebleken is dat zijn zoon Anthony hem nooit zal willen opvolgen.
Vincent Mancini verandert zijn naam naar Vincent Corleone en rekent af met de vijanden van Michael. Hij kan echter niet verhinderen dat paus Johannes Paulus I, die beloofde de zaak met Immobiliare uit te klaren, vermoord wordt. Ook slaagt hij er niet in de huurmoordenaar te vatten die het op het leven van Michael gemunt heeft. De huurmoordenaar slaagt erin een kogel te lossen, maar raakt daarbij niet Michael maar diens dochter Mary.
Michael leidt een teruggetrokken bestaan in Sicilië, waar hij in 1997 op 76-jarige leeftijd sterft.